# Lijst van oorlogsmonumenten in Kampen
De Nederlandse gemeente Kampen heeft 12 oorlogsmonumenten. Hieronder een overzicht.
| Nr.  | Object                                   | Herdachte groep              | Ontwerper         | Onthulling       | Type               | Locatie                          | Plaats                 | Coördinaten                   | Foto                                     |
| ---- | ---------------------------------------- | ---------------------------- | ----------------- | ---------------- | ------------------ | -------------------------------- | ---------------------- | ----------------------------- | ---------------------------------------- |
| 388  | Geallieerd erehof                        | geallieerde militairen       |                   |                  | begraafplaats/graf | Rondeweg, 8271                   | IJsselmuiden           | 52° 34' 16" NB, 5° 55' 58" OL | Meer afbeeldingen                        |
| 389  | Geallieerd erehof                        | geallieerde militairen       |                   | 15 juni 1943     | begraafplaats/graf | Grafhorsterweg, 8277             | Grafhorst              | 52° 34' 53" NB, 5° 56' 7" OL  | Meer afbeeldingen                        |
| 434  | Smekende handen                          | algemeen, burgerslachtoffers | Martin van Waning | 31 augustus 1955 | beeld/sculptuur    | 3e Ebbingestraat, 8261 VP        | Kampen                 | 52° 33' 31" NB, 5° 54' 40" OL | Meer afbeeldingen                        |
| 550  | Oorlogsmonument                          | burgerslachtoffers           | Hildo Krop        |                  | zuil               | De La Sablonièrekade, 8261 AB    | Kampen                 | 52° 33' 15" NB, 5° 55' 22" OL | Meer afbeeldingen                        |
| 2501 | Joods monument, aan Synagoge/expo-ruimte | vervolgden Nederland         | Tom Kuper         |                  | plaquette          | IJsselkade 33, 8261 AC           | Kampen                 | 52° 33' 28" NB, 5° 55' 9" OL  | Joods monument, aan Synagoge/expo-ruimte |
| 2533 | Monument voor Geallieerde Vliegers       | geallieerde militairen       |                   | 3 mei 1995       | gedenksteen        | Oude Wetering 121-123, 8293 PD   | Mastenbroek            | 52° 34' 9" NB, 6° 1' 32" OL   | Meer afbeeldingen                        |
| 2587 | Bevrijdingsmonument (1)                  | geallieerde militairen       |                   | 17 april 1995    | gedenksteen        | De La Sablonièrekade 17, 8261 AB | Kampen                 | 52° 33' 14" NB, 5° 55' 23" OL | Meer afbeeldingen                        |
| 2651 | Monument aan de Prinsenstraat            | verzet Nederland             |                   |                  | plaquette          | Prinsenstraat, 8261 JS           | Kampen                 | 52° 33' 17" NB, 5° 55' 18" OL |                                          |
| 2873 | Oorlogsmonument                          | algemeen, burgerslachtoffers | W. Koers          |                  | overig             | Burg. van Engelenweg, 8271 AK    | IJsselmuiden           | 52° 33' 46" NB, 5° 55' 51" OL | Oorlogsmonument                          |
| 3283 | Bevrijdingsmonument (2)                  | algemeen                     |                   |                  | plaquette          | Horstsingel/Fernhoutstraat, 8261 | Kampen                 | 52° 33' 4" NB, 5° 55' 2" OL   |                                          |
| 3305 | Lancaster-monument                       | geallieerde militairen       |                   | 13 juni 1996     | gedenksteen        | Ganzendiep, 8277AJ               | Grafhorst              | 52° 35' 29" NB, 5° 56' 15" OL | Meer afbeeldingen                        |
|      | Stolpersteine                            | vervolgden Nederland         | Gunter Demnig     |                  | reliëf             |                                  | Kampen en IJsselmuiden |                               | Meer afbeeldingen                        |

Almelo ·
Borne ·
Dalfsen ·
Deventer ·
Dinkelland ·
Enschede ·
Haaksbergen ·
Hardenberg ·
Hellendoorn ·
Hengelo ·
Hof van Twente ·
Kampen ·
Losser ·
Oldenzaal ·
Olst-Wijhe ·
Ommen ·
Raalte ·
Rijssen-Holten ·
Staphorst ·
Steenwijkerland ·
Tubbergen ·
Twenterand ·
Wierden ·
Zwartewaterland ·
Zwolle